# Анна Ебер
Анна Ебе́р (фр. Anne Hébert; 1 серпня 1916, Сент-Катрін-де-ля-Жак-Картьє (Sainte-Catherine-de-la-Jacques-Cartier), біля міста Квебек — 22 січня 2000, Монреаль) — квебекська письменниця, поетеса і сценаристка.
Кавалер Національного ордену Квебеку (1985) і Ордену Канади (1989).

## Життєпис

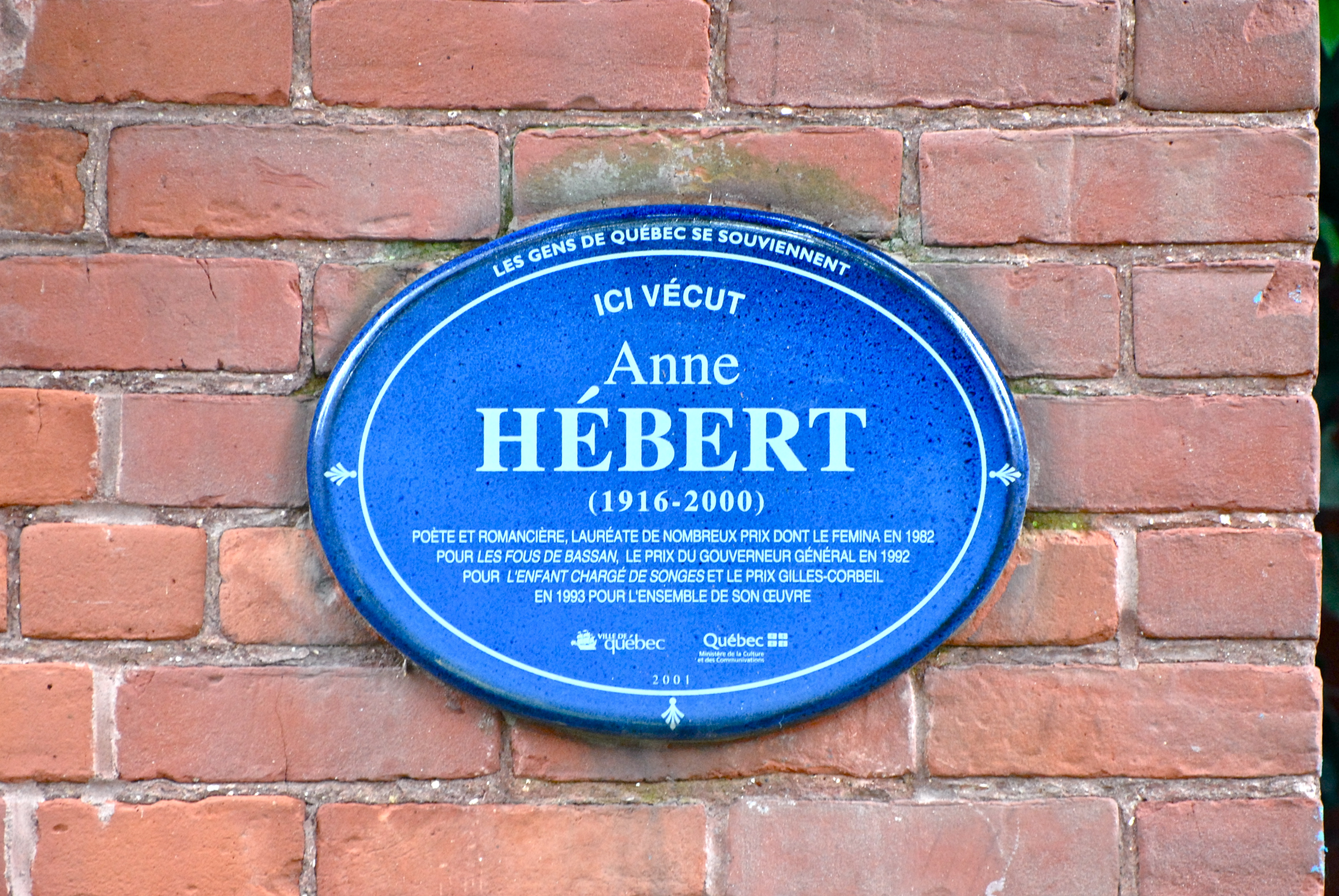
Пам'ятна дошка на будинку у Квебеку, де жила письменниця

Народилася у містечку Сент-Катрін-де-ля-Жак-Картьє, що тоді називалося Сент-Катрін-де-Фоссамбо (Sainte-Catherine-de-Fossambault), за 25 км від міста Квебек. Дитинство пройшло у місті Квебек. У родині було багато письменників, зокрема поет Ектор де Сен-Дені Гарно (Hector de Saint-Denys Garneau) який у 1930-ті роки повпливав на її літературні смаки.
1942 року Анна Ебер опублікувала свою першу поетичну збірку — «Les Songes en équilibre». Друга публікація — збірка оповідань «Le Torrent» (1950 рік). Поетичну збірку «Le Tombeau des rois» (1953 рік) авторка опублікувала своїм коштом. Анна працювала над нею 10 років. У січні 1953 її взяли сценаристом до Національного офісу фільмів Канади (фр. Office national du film). Вона працювала сценаристом у Монреалі до осені 1954 року.
1965 року, після смерті своєї матері, Анна Ебер переїхала до Парижа. Роман «Les Chambres de bois» вийшов 1958 року, в червні 1960 року Анну прийняли до Королівського товариства Канади (фр. Société Royale du Canada).
Справжній успіх прийшов 1971 року після публікації другого роману «Камураска» (Kamouraska).
1978 року прем'єр-міністр Квебеку Рене Левек запропонував Анні Ебер посаду лейтенант-губернатора Квебеку, але вона відмовилась.
1982 року отримала французьку літературну премію Femina за роман «Les Fous de Bassan».
На початку 1998 року вона повернулася до Монреаля після 32 років у Парижі.
1999 року Анна опублікувала свій останній роман — «Одяг зі світла» (Un habit de lumière). Вона померла у монреальській лікарні Нотр-Дам (фр. hôpital Notre-Dame) у віці 83 років.

## Творчість

### Романи
- 1950 : Le Torrent
- 1958 : Les Chambres de bois
- 1970 : Kamouraska
- 1975 : Les Enfants du sabbat
- 1980 : Héloïse
- 1982 : Les Fous de Bassan
- 1988 : Le Premier jardin
- 1992 : L'Enfant chargé de songes
- 1995 : Aurélien, Clara, mademoiselle et le lieutenant anglais
- 1998 : Est-ce que je te dérange?
- 1999 : Un Habit de lumière

### Поетичні збірки
- 1942 : Les Songes en équilibre
- 1953 : Le Tombeau des rois
- 1960 : Mystère de la parole
- 1992 : Le jour n'a d'égal que la nuit
- 1997 : Poèmes pour la main gauche

### Збірки оповідань
- 1950 : Le torrent (перевидана у 1965 з додатковими оповіданнями)

### Театральні п'єси
- 1952 : Les invités au procès
- 1958 : La mercière assassinée
- 1963 : Le temps sauvage (ces trois premières pièces sont publiées en 1967 sous le titre Le temps sauvage)
- 1978 : L'île de la demoiselle
- 1990 : La Cage (ces deux dernières pièces sont publiées ensemble en 1990)

### Сценарії фільмів
- 1953 : Lock-Keeper (traduit en français sous le titre de l'Éclusier, 1953)
- 1954 : The Charwoman
- 1955 : Needles and Pins (traduit en français sous le titre de Midinette, 1955)
- 1959 : La Canne à pêche
- 1960 : Saint-Denys Garneau
- 1961 : L'Étudiant
- 1973 : Kamouraska
- 1987 : Les Fous de Bassan

## Премія Анни Ебер
19 березня 2000, по смерті Анни Ебер, було запроваджено літературну премію її пам'яті — Prix Anne-Hébert — за перший роман французькою мовою для письменників-початківців.